# Lagidium viscacia cuscus
El chinchillón del altiplano (Lagidium viscacia cuscus) es una de las subespecies en que se subdivide la especie Lagidium viscacia, un roedor de la familia de las chinchillas. Se distribuye en el centro de Sudamérica.

## Taxonomía
Este taxón fue descrito originalmente como una plena especie en el año 1907, por el mastozoólogo británico Michael Rogers Oldfield Thomas, bajo la combinación científica de Viscaccia cuscus.
En el año 1935, G. Tate la transfiere a otro género, combinándola: Lagidium cuscus. En el año 1940, J. R. Ellerman la rebaja a subespecie: Lagidium viscaccia cuscus, con incorrecto nombre específico.  
Holotipo
El holotipo designado es el catalogado como: B.M. número 2.1.1.104. Es una hembra adulta colectada el 9 de abril de 1901 por Perry O. Simons. Fue depositada en el Museo Británico y luego transferida al Museo de Historia Natural, de Londres.
Localidad tipo
La localidad tipo referida es: “municipio de Parotani (a una altitud de 2600 msnm, aproximadamente en las coordenadas: 17°5′S 66°W), departamento de Cochabamba, Bolivia”.
Etimología
Etimológicamente, el término subespecífico cuscus no es aclarado en su descripción original, aunque ese nombre es utilizado para denominar comúnmente a varias especies de roedores.

## Distribución
Esta subespecie se distribuía de manera endémica en Bolivia, en los departamentos de Cochabamba y Santa Cruz (provincia Vallegrande).
Localidades de Cochabamba
- Altamachi,
- Tiraque, Cerro Juno,
- Cerro San Benito,
- Paratani,
- Pocona,
- Mizque,
- Chiyijte
- 9,5 km por camino al sudeste de Rodeo, luego 2,5 km en el camino a la antena ENTEL.[6]

## Características
Este taxón es un roedor bastante grande (respecto a otras subespecies de la región), largo del cráneo 91 mm, largo del pie (medido con el animal aún fresco) es de 102 mm. Posee un color gris profundo, con pelos de 23 mm de largo. Contrasta notablemente con el color dorsal una línea vertebral longitudinal de color negra, la que posee una longitud de 3000 mm.
Ventralmente es anteado o anteado rosáceo. Muestra parches axilares blancos notablemente extensos.
Todas sus extremidades tienen 4 dedos; las almohadillas plantares son las únicas zonas desnudas de pelaje de todo su cuerpo. Las anteriores son más cortas, y sus débiles uñas no le sirven para cavar. Las posteriores son mayores y cuentan con fuerte musculatura y largos pies, los pelos de estos últimos son de color crema.
La cola es alargada y está cubierta por pelos largos, los que en su parte dorsal muestran mayor longitud y rigidez, concluyendo en su extremo en un mechón con forma de pincel. La cola no es marcadamente bicolor, los pelos son de un color gris entrecano, la parte proximal de la cara inferior es ligeramente negruzca.

## Historia natural
Se conoce casi nada de los aspectos de su historia de vida. 
Hábitat y hábitos
Esta subespecie vivía en altitudes de alrededor de 2600 m s. n. m.. Sus hábitats característicos siempre poseen abundantes rocas y vegetación no arbórea, rala. Posee hábitos diurnos; una grieta entre las rocas es utilizada como guarida.
Dieta y depredadores
Se alimenta solamente de vegetales. Entre sus posibles predadores se encontrarían el puma (Puma concolor), zorros y grandes aves rapaces de hábitos diurnos.
Conservación
Se encuentra totalmente extinguida.